# Ургалкин, Алексей Константинович
Алексе́й Константи́нович Ургалкин (1910—1981) — советский чувашский театральный актёр, режиссёр и педагог. Народный артист СССР (1976).

## Биография
Родился 17 (30) марта 1910 в селе Елаур (ныне — Сенгилеевского района, Ульяновской области).
Окончил школу крестьянской молодежи. Работал заведующим избой-читальней в Елауре (1925—1931).
В 1932 году окончил актёрскую студию при Магнитогорском ТРАМе (ныне Магнитогорский драматический театр им. А. С. Пушкина).
Служил в Красной Армии (1932—1935), руководил полковым драмкружком. Работал ответственным исполнителем по организации курсов строительства домны Магнитогорского металлургического комбината (1932) и актёром ТРАМа (1935—1936).
С 1936 года — актёр Чувашского драматического театра (ныне — имени К. В. Иванова) в Чебоксарах. За 45 лет сценической деятельности создал более 250 образов.
В 1938—1940 годах — ассистент режиссёра Чувашского государственного театрального училища, В 1943—1947 — преподаватель Театральной студии при Чувашском драматическом театре. В качестве режиссёра осуществил со студентами Чувашского театрального училища постановки: «Гроза» и «Воспитанница» А. Н. Островского, «Вишнёвый сад» А. П. Чехова (1938—1940).
Участвовал в радио- и телеспектаклях, в дублировании кинофильмов на чувашский язык.
Депутат Верховного Совета Чувашской АССР 8-9-го созывов.
Умер 7 ноября 1981 года в Чебоксарах. Похоронен на мемориальном кладбище города Чебоксары..

## Театральные работы
- 1936 — «Волки и овцы» А. Н. Островского — Беркутов
- 1937 — «Как закалялась сталь» по Н. А. Островскому — Жухрай
- 1937 — «Пограничники» В. Н. Билля-Белоцерковского — Шатров
- 1937 — «Айдар» П. Н. Осипова — Сендиер
- 1937 — «Садур и Илем» И. С. Максимова-Кошкинского — Филипп
- 1938 — «Земля» Н. Е. Вирты — Листрат
- 1938 — «Айдар» П. Н. Осипова — Пичура
- 1938, 1948 — «Бедность не порок» А. Н. Островского — Любим Торцов
- 1938 — «Гроза» А. Н. Островского — Кудряш
- 1939 — «Василиса Мелентьевна» А. Н. Островского — Малюта и Годунов
- 1939 — «Айдар» П. Н. Осипова — Улай
- 1940 — «Чакка» по поэме С. В. Эльгера — Илюш
- 1941, 1948 — «Нарспи» по К. В. Иванову — Сетнер
- 1942 — «Отелло» У. Шекспира — Кассио
- 1943 — «Лес» А. Н. Островского — Несчастливцев
- 1944 — «Голубая двойка» И. С. Максимова-Кошкинского — Камский
- 1946 — «Мирандолина» К. Гольдони — Граф
- 1948 — «Ревизор» Н. В. Гоголя — Земляника
- 1950 — «Айдар» П. Н. Осипова — Айдар
- 1950 — «Великий перелом» В. Т. Ржанова — Смолин
- 1953 — «Таня» А. Н. Арбузова — Герман
- 1953 — «Честь семьи» Г. Мухтарова — Аллан Мерданов
- 1954 — «Дар Пугачёва» И. С. Максимова-Кошкинского — Саваламан
- 1955 — «Незабываемые дни» С. В. Эльгера — Каврук
- 1958 — «У двух парней — одна дума» П. Н. Осипова — Михаля
- 1959 — «Нарспи» по К. В. Иванову — Михедер
- 1960 — «Старик» М. Горького — Мастаков
- 1960 — «Кукушка всё кукует» Н. Т. Терентьева — Вавил
- 1961 — «Левониха на орбите» А. Е. Макаёнка — секретарь обкома
- 1963 — «Поднятая целина» по роману М. А. Шолохова — Половцев
- 1967 — «Великий перелом» В. Т. Ржанова — Энтип
- 1968 — «Любовь и тыква» И. Ф. Стаднюка — председатель колхоза
- 1968 — «Чёрный хлеб» Н. Ф. Ильбека и Г. К. Микушкина — Шерккей
- 1970 — «Волны бьют о берег» Н. Т. Терентьева — Епископ-владыка
- 1971 — «Одиночество» Н. Е. Вирты — Сторожев
- 1974 — «Кровавая свадьба» Ф. Гарсиа Лорки — отец невесты
- 1975 — «Варвары» М. Горького — Редозубов
- 1977 — «На распутье» И. А. Петровой-Нарс — Алмуш
- 1978 — «Тамара» Г. М. Хухашвили — Амвросий
- 1978 — «После молнии — гром» Н. Т. Терентьева — И. Я. Яковлев
- «Бесприданница» А. Н. Островского — Кнуров
- «Не всё коту масленица» А. Н. Островского — Ахов
- «Мещане» М. Горького — Тетерев
- «На дне» М. Горького — Актёр
- «Первая Конная» Вс. В. Вишневского — Будённый
- «Чакка» по поэме С. В. Эльгера — Тевенеш
- «Бронепоезд 14-69» Вс. В. Иванова — Вершинин
- «Кужар» П. Н. Осипова — Валька
- «Сутра» Ф. П. Павлова — Ухтерке
- «Ялта» Ф. П. Павлова — Степан
- «Юлиус Фучик» Ю. А. Буряковского — Пешек
- «Люди, которых я видел» С. С. Смирнова — Русаков

## Награды и звания
- Орден Дружбы народов (14.03.1980)[3]
- Орден «Знак Почёта» (1950)
- Медаль «За доблестный труд в Великой Отечественной войне 1941—1945 гг.» (1946)
- Медаль «За доблестный труд. В ознаменование 100-летия со дня рождения Владимира Ильича Ленина» (1970)
- Медаль «Ветеран труда» (1977)
- Народный артист СССР (1976)
- Народный артист РСФСР (1968)
- Заслуженный артист РСФСР (1957)
- Народный артист Чувашской АССР(1950)
- Заслуженный артист Чувашской АССР (1945)[4]
- Почётная грамота Президиума Верховного Совета Чувашской АССР (1953)
- Почётная грамота Президиума Верховного Совета Чувашской АССР (1963)
- Знак «За отличную работу» Министерства культуры СССР (1957)
- Занесён в Почётную Книгу Трудовой Славы и Героизма Чувашской АССР (1970).

## Память
- Именем А. К. Ургалкина названы улица в Чебоксарах и улица в селе Елаур Сенгилеевского района Ульяновской области.